# Örkelljunga (plaats)
Örkelljunga is de hoofdplaats van de gelijknamige gemeente Örkelljunga in het Zweedse landschap Skåne en de provincie Skåne län. De plaats heeft 4574 inwoners (2005) en een oppervlakte van 520 hectare. De directe omgeving van de plaats bestaat uit zowel bos als landbouwgrond, ook grenst Örkelljunga aan het meer Hjälmsjön hier zijn ook een camping en een plaats om te zwemmen/recreëren te vinden. In de plaats ligt de kerk Örkelljunga kyrka, deze kerk stamt uit de 13de of 14de eeuw.

## Verkeer en vervoer
Bij de plaats lopen de E4, Riksväg 24, Länsväg 108 en Länsväg 114.
Örkelljunga · Skånes-Fagerhult · Åsljunga · Eket · Skånes Värsjö · Boalt · Tockarp